# Dothiora cannabinae
Dothiora cannabinae är en svampart som beskrevs av Froid. 1973. Dothiora cannabinae ingår i släktet Dothiora och familjen Dothioraceae.   Inga underarter finns listade i Catalogue of Life.